# Neferkamin Anu
Neferkamin Anu je bil faraon Osme egipčanske dinastije, ki je vladala v prvem vmesnem obdobju Egipta. Po Abidoškem seznamu kraljev in zadnji  Ryholtovi rekonstrukciji Torinskega seznama kraljev je bil trinajsti faraon Osme dinastije. Z njim se strinajo tudi egiptologi Jürgen von Beckerath, Thomas Schneider in Darrell Baker. Kot faraon Osme dinastije je vladal verjetno samo v memfiški regiji.

## Dokazi
Neferkamin Anu je omenjen v 52. vnosu Abidoškega seznama kraljev, ki je bil sestavljen v zgodnjem ramzeškem obdobju. Na tem seznamu je bil njegov predhodnik Neferkare Pepiseneb in naslednik Kakare Ibi. Na Torinskem seznamu kraljev je kot Nefer omenjen v 10. vrstici 4. kolone seznama. Torinski seznam je skladen z Abidoškim seznamom, vendar je poškodovan, zato se podrobnosti o Neferkamin Anujevem vladanju ne da razbrati.

## Ime
Ime Neferkamin Anu se črkuje Neferkamin Anu, čeprav je na Abidoškem seznamu kraljev zapisan kot Sneferka Anu. Razlog za tako črkovanje je hieroglif O34, ki se bere s in se lahko zamenja s hieroglifom R22, ki pomeni boga Mina in se bere mn.
| Neferkamin Anu Osma egipčanska dinastija |                                      |                       |
| Vladarski nazivi                         |                                      |                       |
| Predhodnik: Neferkare Pepiseneb          | Faraon Egipta 22 stoletje pr. n. št. | Naslednik: Kakare Ibi |